# Valea Urieșului, Mureș
Valea Urieșului este un sat în comuna Valea Largă din județul Mureș, Transilvania, România.